# Nalut (gmina w Libii)
Nalut (arab. نالوت, Nālūt) – gmina w Libii ze stolicą w Nalut.
Liczba mieszkańców – 60 tys.
Kod gminy – LY-NL (ISO 3166-2).
Nalut graniczy z gminami:
- An-Nukat al-Chams – północny wschód
- Jafran wa-Dżadu – wschód
- Mizda – południowy wschód
- Ghadamis – południowy zachód